# Robert Chaudenson
Robert Chaudenson (né le 12 avril 1937 à Lyon et mort le 7 avril 2020 à Aix-en-Provence du Covid-19,) est un linguiste français spécialiste des créoles à base lexicale française, en particulier du créole réunionnais.
Robert Chaudenson est professeur émérite de linguistique à l'université de Provence Aix-Marseille I. Auteur très connu dans le domaine de la créolistique, il est président du Comité international des études créoles,.

## Biographie
Il était un auteur largement connu sur le thème de la créolistique et président du Comité international d'études créoles. Né à Lyon, il meurt, à l'âge de 82 ans, à Aix-en-Provence.
Sur la fin de sa vie, il produit de nombreux écrits d'analyse de la vie politique française. Il publie par exemple un ouvrage sur la famille Vergès. Il contribue à Mediapart.

## Publications
- Le lexique du parler créole de la Réunion, 2 vol., Paris, Champion, 1249 p., 1974
- « Créole et langage enfantin : phylogenèse et ontogenèse », Langue française, vol. 37, p. 76–90, 1978 [5].
- « À propos de la genèse du créole mauricien : le peuplement de l’Île-de-France de 1721 à 1735 », Études créoles, 1979, n° 1, p. 43–57, 1979
- « Recherche, formation et créolistique », Revue québécoise de linguistique théorique et appliquée, vol. 9, n° 3, novembre 1990, p. 287–303, 1990[6].
- « Les langues créoles », La Recherche, n° 248, novembre 1992, p. 1248–1256, 1992
- Des Îles, Des Hommes, Des Langues: Essai sur la Créolisation Linguistique et Culturelle, Paris, L'Harmattan, 312 p., 1992[7].
- Français d'Amérique du Nord et créoles français : le français parlé par les immigrants du XVIIe siècle, in R. Mougeon et E. Beniak (éd.), Les origines du français québécois, Presses de l'université Laval, p. 169–180, 1994
- Les français d'Amérique ou le français d'Amérique : genèse et comparaison in H. Wittmann  et R. Fournier" (éd.), Le français des Amériques, Presses universitaires de Trois-Rivières, p. 3–19, 1995
- (avec L. J. Calvet), Saint-Barthélemy : une énigme linguistique, Paris, Didier Erudition, 206 p., 1998
- Variation, koïnèisation, créolisation : français d’Amérique et créoles, in P. Brasseur (éd.), Français d’Amérique : variation, créolisation, normalisation, Avignon, Presses de l'université d'Avignon, p. 163–179, 1998
- Grille d’analyse des situations linguistiques, Paris, Didier Erudition, 58 p., 2000[8].
- (avec Salikoko Mufwene), Creolization of language and culture, Londres, Routledge, 340 p., 2001[9].
- La créolisation : théorie, applications, implications, Paris, L'Harmattan, 480 p., 2003
- La genèse des créoles de l'Océan indien, Paris, L'Harmattan, 2010[10].